# Abhakmatte

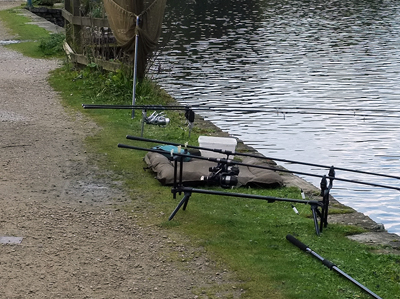
Beim Angeln bereitliegende Abhakmatte

Eine Abhakmatte ist eine weiche Unterlage, die dazu dient, einen gefangenen Fisch schonend und ohne Verletzungsgefahr vom Haken zu befreien.
Sie ist speziell dafür konzipiert, den Fisch während des Abhakens und der anschließenden Rücksetzung zu schützen. Durch die weiche, wasserabweisende Oberfläche aus Materialien wie Schaumstoff, Polystyrol oder PVC wird die empfindliche Schleimhaut des Fisches geschont und das Risiko von Verletzungen, welche zu Pilzbefall und Infektionskrankheiten führen können, minimiert. Somit leisten sie einen wichtigen Beitrag zum Tierschutz im Angelsport.
Bei der Nutzung sind die Vorgaben der Hersteller zu beachten, aber generell gilt darauf zu achten, dass die Oberfläche der Matte stets feucht gehalten wird, um die Schutzfunktion aufrechtzuerhalten.
Der Einsatz von Abhakmatten ist vor allem unter spezialisierten Karpfenanglern weit verbreitet, wird jedoch auch beim Raubfischangeln zunehmend empfohlen. In Hamburg ist das Mitführen einer Abhakmatte beim Angeln seit 2021 Pflicht, ebenso können Gewässerordnungen oder Vereinssatzungen dies vorschreiben.